# Txus Alba
Jesús 'Txus' Alba Ramos (Barcelona, 31 de març de 2003) és un futbolista català que juga com a migcampista a la Cultural Leonesa.

## Carrera
Alba es va iniciar al planter del RCD Espanyol el 2010, on va romandre quatre temporades abans de passar al CF Damm. Va tornar a l'Espanyol abans de fitxar pel FC Barcelona el 2018. El Barça va pagar 50.000 euros al rival de la ciutat pels seus serveis. Alba va ser reconegut com un dels millors talents de les categories inferiors del Barcelona, fins i tot quan es va adaptar a una nova posició de centrecampista més central que la que tenia a l'Espanyol. Alba va fitxar pel FC Barcelona Atlètic per a les temporades 2022-23 i 2023-24. Ha continuat la seva progressió a les ordres del recent nomenat entrenador del Barcelona Atletic, Rafael Márquez, i amb Marc Casadó, company habitual d'Alba a les categories inferiors, jugant amb ell al centre del camp.
El 18 d'agost de 2023, Alba va signar contracte amb el Ternana Calcio de la Serie B italiana. El 16 de novembre de 2023 va deixar el club per mutu acord. El gener de 2024 va signar per l'Antequera CF.
El 15 de juliol de 2024, Alba va signar contracte amb la Cultural Leonesa per una temporada, amb opció a una altra d'addicional.

## Estil de joc
Alba està adquirint fama per la seva visió de joc, les seves passades i la seva capacitat per assistir i marcar a pilota parada. Se l'elogia per la sevaagilitat amb els dos peus i un bon equilibri que li permeten regatejar amb la pilota.

## Carrera internacional
El 2020 va debutar amb la selecció espanyola sub-18 mentre jugava en partits contra els equips turcs sub-18 i romanès sub-18.

## Estadístiques

### Club
A 16 desembre 2022.
| Club           | Temporada     | Lliga             | Lliga   | Lliga | Copa    | Copa | Europa  | Europa | Altres  | Altres | Total   | Total |
| Club           | Temporada     | Divisió           | Partits | Gols  | Partits | Gols | Partits | Gols   | Partits | Gols   | Partits | Gols  |
| -------------- | ------------- | ----------------- | ------- | ----- | ------- | ---- | ------- | ------ | ------- | ------ | ------- | ----- |
| FC Barcelona B | 2022–23       | Primera Federació | 16      | 1     | —       | —    | —       | —      | —       | —      | 16      | 1     |
| FC Barcelona B | Total         | Total             | 16      | 1     | —       | —    | —       | —      | —       | —      | 16      | 1     |
| Total carrera  | Total carrera | Total carrera     | 16      | 1     | —       | —    | —       | —      | —       | —      | 16      | 1     |